# Atascosa County
Atascosa County er et county i den amerikanske delstat Texas. Amtet ligger i den sydøstlige del af delstaten. Amtet grænser op imod Bexar County i nord, Wilson County i nordøst, Karnes County i øst, Live Oak County i sydøst, McMullen County i syd, La Salle County i sydvest, Frio County i vest og mod Medina County i nordvest.
Atascosa Countys totale areal er 3 200 km² hvoraf 9 km² er vand. I 2000 havde amtet 38 628 indbyggere.
Administrations byen er Jourdanton. 
Amtet har fået sit navn efter floden Atascosa River.
28°53′N 98°32′V / 28.89°N 98.53°V